# Andreas Hardter

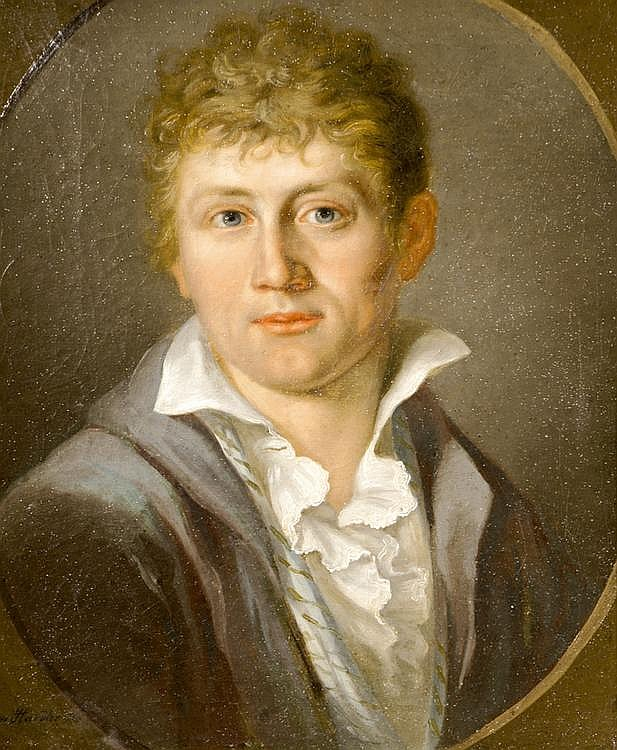
Portrait d'un jeune homme

Andreas Hardter, né le 21 octobre 1780 à Wildon et mort le 22 juin 1816 à Graz, est un peintre et professeur d'art autrichien.

## Biographie
Andreas Hardter naît le 21 octobre 1780 à Wildon.
Il étudie à l'Académie nationale de dessin de Graz, puis pendant six ans à l'Académie des beaux-arts de Vienne. De 1814 à 1816, il succède à son professeur Johann-Veit Kaupertz à la direction de l'Académie nationale de dessin de Graz.
Andreas Hardter meurt le 22 juin 1816 à Graz.

## Succession
En 1817, Josef August Stark lui succède en tant que directeur et professeur de l'Académie de dessin.

## Œuvres
Le musée de Graz conserve de lui un portrait de Johann-Veit Kaupertz, graveur et fondateur de l'académie de Graz, un Jeune homme endormi, et des copies d'après Jordaens et Rubens, entre autres.